# 대한민국 인권상
대한민국 인권상은 대한민국 국가인권위원회가 매년 수여하는 인권상이다. 2006년부터 개인 부문인 훈장, 포장과 단체 부문인 국가인권위원회위원장 표창 등으로 나눠 시상한다.
매년 12월 10일에 열리는 세계인권선언 기념식에서 수여한다.

## 수상자

### 2006년[2]
국민훈장 석류장
- 임기란 (전 민주화실천가족운동협의회 상임의장)[3]

근정포장
- 곽병은 (원주교도소 전 보건의료과장)

단체부문 표창
- 한센병보상청구소송 일본변호단
- 한국여성노동자회협의회
- 광주인화학교 성폭력대책위원회
- 국제장애인권리조약 한국추진연대
- 서울신문 마이너리티리포트
- 한국교육방송공사 ‘똘레랑스’ 제작팀
- 성안드레아정신병원
- 전북평화와인권연대

### 2007년[4]
국민훈장 동백장
- 조화순 목사

국민포장
- 안영도 변호사

국가인권위원장 표창
- 서울외국인이주노동자센터 소장 최의팔 목사
- 장은주 원주경찰서 경사
- 노수환 대전지검 검찰주사
- 권건아 경찰청 인권보호센터 경위
- 함유복 춘천교도소 교위
- 이용익 인천구치소 교위
- 최천식 옥구초등학교 교장
- 박현희 구일고등학교 교사
- 국방부 인권팀
- 재일코리안 변호사협회
- 울산지역 연대노조 울산과학대지부
- 문화방송 드라마 ‘고맙습니다’
- 한겨레 21
- SBS 긴급출동 SOS 24
- 광주시 중증장애인자립생활지원 조례제정

### 2008년
국가인권위원회는 부산인권센터 이정이 대표를 최종 추천하였으나 행정안전부에서 정부의 훈장 심사 대상에서 제외했다.
단체부문 표창
- 장애인차별금지추진연대
- 참여와 평화로 가는 원주시민연대
- 정신장애인을 위한 사회복귀시설인 태화샘솟는집
- 부산해운대경찰서
- 육군본부 법무실

### 2009년
2009년 10월, 한국의 인권상 후보로 지명된 45개의 인권 단체는 새로 임명된 현병철 위원장의 독립성과 정치적 편견에 대한 우려 때문에 그 해의 선발 과정에 참여하지 않겠다는 성명서를 발표했다. 같은 해 11월 “현병철 위원장 취임 이후 인권위가 정권의 눈치를 보고 정부의 정책에 부담될 것 같은 사안들은 의견표명을 하지 않거나 기각하는 등 여러 문제가 있었다”고 비판하며 인권위 위원 61명이 사퇴했다.
국민훈장
- 이양희 (유엔아동권리위원장)

개인 부문
- 이재현 (재일교포 김희로씨 석방 운동)
- 김종철 (국제가족한국총연합 부회장)
- 현시웅 (대구노숙인상담지원센터 소장)
- 김홍남 (부산교도소 교위)
- 홍순창 (전북교육청 장학사)
- 박영미 (국방부 법무관리관실 행정주사)

단체부문 표창
- 삼청교육대 인권운동연합
- 대한에이즈예방협회 대구경북지회
- 북한민주화네트워크
- MBC 희망나눔무지개 제작진
- 외국인 주민센터를 운영한 경기도 안산시

### 2010년
위원장 단체 표창 수상자로 결정된 '이주노동자의 방송'(MWTV)이 "인권위가 정상적인 기능을 수행하지 못하고 있다"고 수상을 거부했고, 인천장애인차별철폐연대도 수상을 거부했다.
개인 부문
- 윤현 (북한인권시민연합 이사장)
- 김명호 (강릉원주대 교수)
- 양정숙 (광주 YWCA 가정폭력상담소장)
- 정덕훈 (영광교회 담임목사)
- 태원우 (대한변호사협회 인권위원회 위원)

공무원
- 이상술 화성외국인보호소 출입국관리주사보
- 배찬 대전교도소 교위
- 조동양 국방부 법무관리관
- 심은보 이월초등학교 교사
- 장승진 서울시청 지방행정주사

단체부문 표창
- 목포경제정의실천시민연합
- 인천장애인차별철폐연대 (수상 거부)[10]

### 2011년
- 두오균 사단법인 대전장애우권익문제연구소장
- 하태경 사단법인 열린북한방송 대표

단체 부문
- 가온장애인인권행복위원회
- 나눔의 집

### 2012년
국민훈장
- 김영환 사단법인 북한민주화네트워크 연구위원

근정포장
- 김인숙 국제아동인권센터 기획이사

국가인권위원장 개인부문 표창
- 광주인화학교 총동문회 서만길 회장
- SBS 이경홍 PD
- 조창원 전 소록도병원 원장
- 성공회대학교 정원오 교수
- 대전교도소 김병화 교위
- 여수경찰서 전상규 경위
- 경기지방경찰청 김효정 경장
- 육군 제5993부대 최만호 상사
- 보건복지부 국립춘천병원 이태숙 간호 주사
- 의정부 호동초등학교 임종수 교장

단체부문 표창
- 사단법인 강원여성인권지원공동체 춘천 길잡이의 집
- 사회복지법인 라파엘 클리닉
- 드림스타트 사업
- 인천광역시 남구
- 사단법인 휴먼아시아

### 2013년
근정훈장
- 서울대학교 사회과학대학 정진성 교수

국민포장
- 정신대문제대책부산협의회 김문숙 이사장

국가인권위원장 개인부문 표창
- 안양여성의전화 최병일 대표
- 전란피해여성인권연대 안성자 회장

단체부문 표창
- 한국여성의전화
- 다시서기종합지원센터
- 피랍·탈북인권연대

### 2014년[12]
훈장
- 연세대학교 의과대학 인요한 교수

국민포장
- 한국장애인재단 서인환 사무총장

국가인권위원장 개인부문 표창
- (사)외국인근로자문화센터 이천영 이사장
- 부산인권포럼 구수경 대표
- 故이주헌 의료선교사
- KBS 윤진‧황현택 기자
- 벧엘의집 원용철 목사
- 열린북한방송 권은경 국제팀장
- 국방부 해군본부 고민숙 인권과장
- 경찰청 인권보호담당관실 박숭각 경위
- 강원지방경찰청 피기춘 경위
- 경기 솔개초등학교 김현진 교사

단체부문 표창
- 군인권센터(대표 임태훈)
- 재단법인동천(대표 이정훈)
- (사)장애우권익문제연구소(대표 김성재)
- 대구하나센터(대표 허영철)
- 한국노인복지중앙회(대표 박진우)

### 2015년[13]
국민훈장 모란장
- 김복동 할머니

국민포장
- 한국여성의전화 정춘숙 이사

국가인권위원장 개인부문 표창
- 영원한 도움의 성모 수녀회 오혜정 수녀
- 일본 가나가와시티유니온 무라야마사토시 노동운동가
- 인천폭력예방교육전문기관 하모니 김신숙 소장
- 마음향기병원 김종천 병원장
- 이주민문화센터 전병호 센터장
- 부산한솔학교 김미영 교장
- 광주지방경찰청 박병우 경감
- 국립공주병원 이래숙 간호주사
- 서울소년분류심사원 정재호 보호주사보
- 상탄초등학교 김윤실 교사

단체부문 표창
- 발달장애인법제정추진연대(공동대표 윤종술, 노익상, 김용직, 김성조)
- 대구이주여성쉼터(대표 고명숙)
- Know Your Rights(대표 강승욱)

### 2016년[15]
국민훈장 동백장
- 박문수(서강대학교 이사장) 신부

국민포장
- 이경혜(사단법인 문화복지 공감의 대표)

국가인권위원회 위원장 표창
- 강용조(청주교도소 교위)
- 강은이(안산 이주아동청소년센터 센터장)
- 김국현(진주 혜광학교 수석교사)
- 김정영(사랑손 보호작업장 시설장)
- 안정호(울산지방경찰청 경사)
- 원준희(강원지방경찰청 원주경찰서 경위)
- 이은주(사단법인 검정고시지원협회 총무이사)
- 이평섭(수원구치소 교위)
- (사)다문화가족행복나눔센터(대표 김영수)
- 분당 노인종합복지관(관장 이정우)
- 송국클럽하우스(대표 유숙)
- (사)청소년교육문화공동체 반딧불이(대표 김형섭)

### 2017년[16]
국민훈장 동백장
- 이정호 남양주시 외국인복지센터 관장

국민포장
- 김효진 장애여성네트워크 대표

개인부문
- 전성현 아이퍼스트아동병원 병원장
- 권현희 한국건강가정진흥원 다누리콜센터 광주지역센터 센터장

- 히라마 마사코 일본 가나가와시티유니온 집행위원
- 백인호 삼성전자 UX 디자이너
- 김철민 진주교도소 교사

- 김명래 강원지방경찰청 횡성경찰서 경감
- 유지훈 경찰청 수사기획과 경감
- 장영민 양일고등학교 특수교사

단체부문
- 장애인차별금지추진연대
- 양심과 인권-나무
- 광명 시민인권센터
- 한국비정규노동센터

### 2018년
국민훈장 무궁화장
- 노회찬 국회의원

### 2020년
- 백도명[18]